# Guy Molony

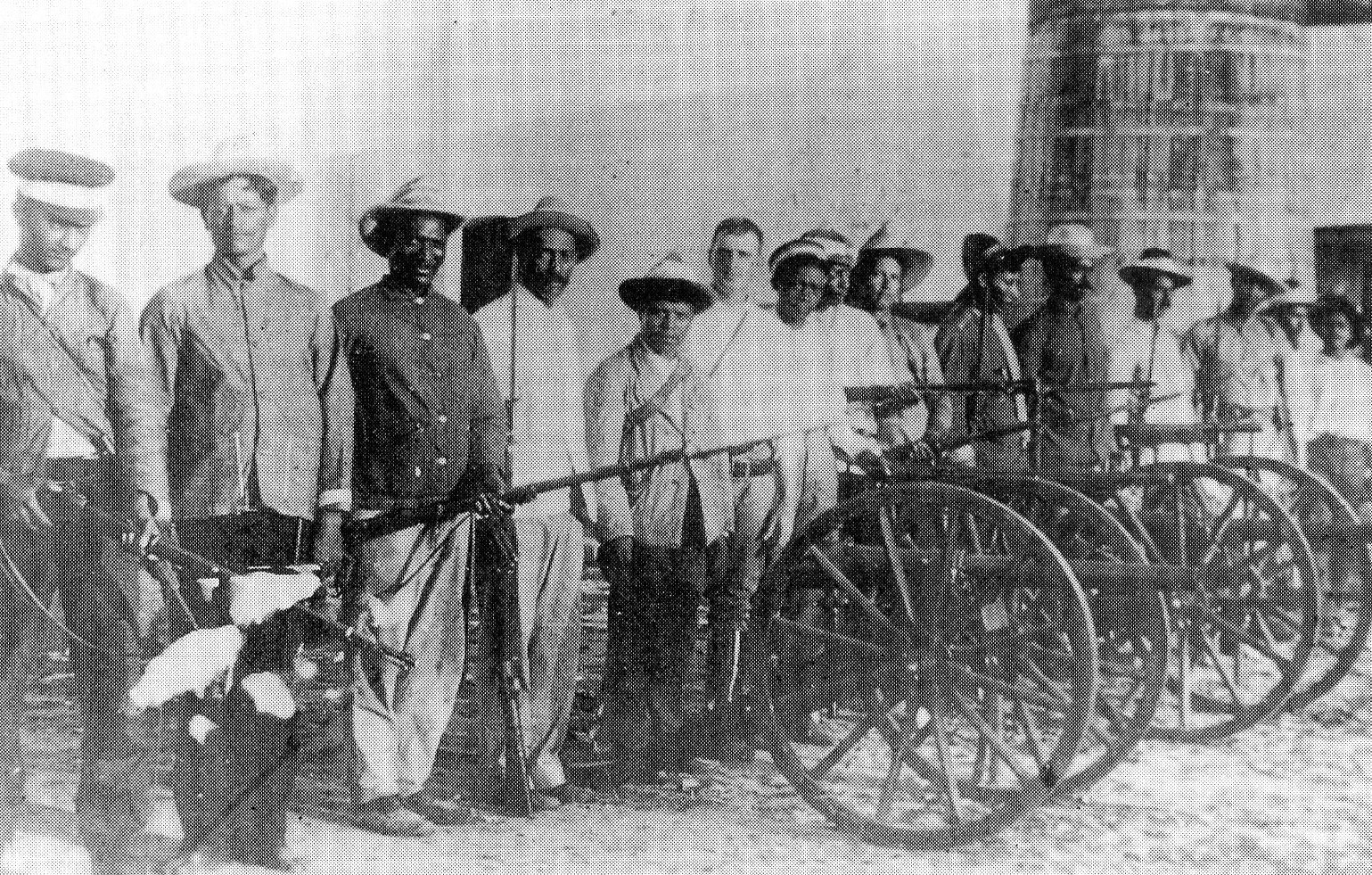
Guy Molony nach der Schlacht von La Ceiba in der Mitte in weißem Hemd ohne Hut, 1911

Guy „Machine Gun“ Molony (* 28. Januar 1884 New Orleans; † 13. Februar 1972 ebenda)  war ein US-amerikanischer Söldner, Soldat, Offizier, Polizeibeamter und Unternehmer irischer Abstammung, der den größten Teil seines Lebens in Honduras verbrachte.

## Geschichte
Über sein frühes Leben ist praktisch nichts bekannt. Die meisten Informationen zu seiner Tätigkeit stammen aus der zeitgenössischen Presse wie der Times-Picayune. Danach waren beide Elternteile gebürtige Iren, die bei seiner Geburt in New Orleans lebten.
Im Alter von 16 Jahren reiste er 1898 per Schiff nach Südafrika und nahm auf burischer Seite als Söldner am Zweiten Burenkrieg teil. Unklar wann, trat er in die United States Army ein und nahm auf den Philippinen am Spanisch-Amerikanischen Krieg teil, wo er sich seine Kenntnisse als Maschinengewehr-Schütze aneignete. Aus dieser Periode stammte sein Spitzname „Machine Gun“ Molony.
Anfang des 20. Jahrhunderts kehrte Molony nach New Orleans zurück, wo er sich mit dem Söldner Lee Christmas befreundete. New Orleans war in dieser Epoche das „Hauptquartier“ für Revolutionäre aus der gesamten Karibik, die in ihren Heimatländern von Mexiko bis Venezuela Aufstände planten, die als klassische Filibuster-Expeditionen angelegt waren, bei denen die Revolutionäre mit einem gecharterten oder erworbenen Dampfer oder Segler an der Küste landeten und dort ein Expeditionskorps aussetzten.

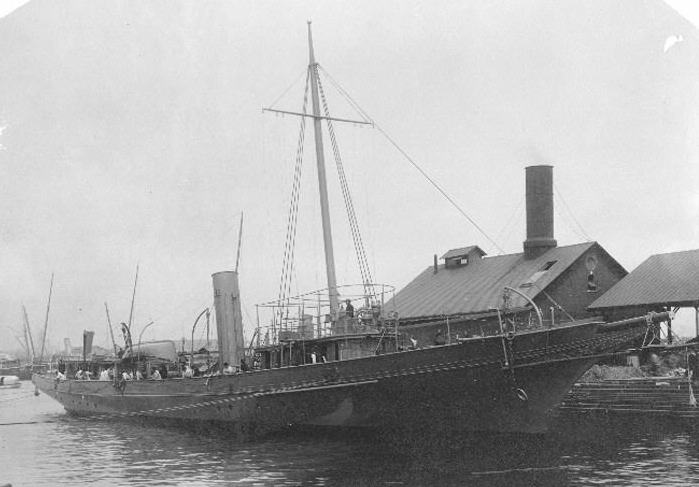
USS Hornet 2

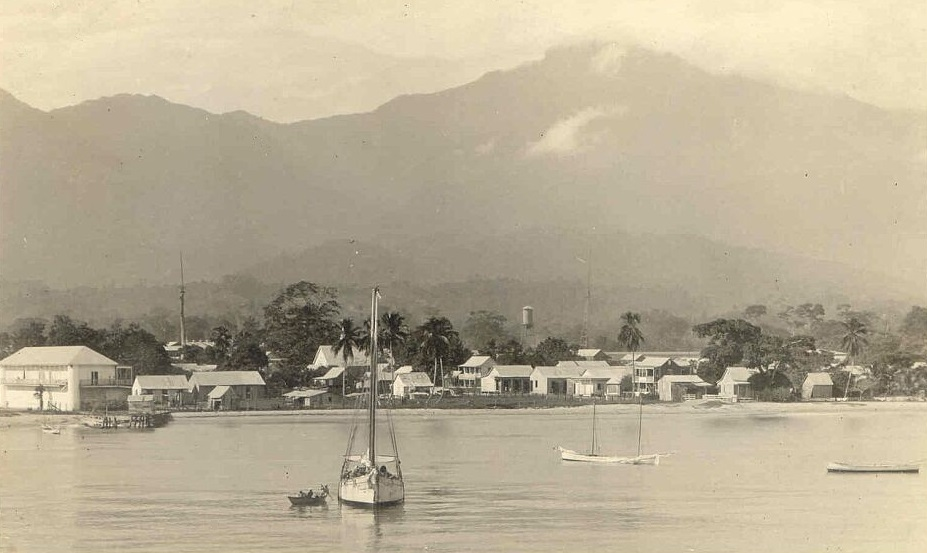
Seeseite von La Ceiba, um 1910

Durch den Kontakt mit Lee Christmas nahm Molony im Januar 1911 an der so genannten „Hornet“-Expedition nach Honduras teil, die nach der ehemaligen Yacht USS Hornet benannt war. Sie war in New Orleans von einem Revolutionskomitee erworben, um den amtierenden Präsidenten Miguel R. Dávila zu stürzen und einen Favoriten des US-amerikanischen Unternehmers Sam Zemurray, Manuel Bonilla, einzusetzen. In der Schlacht von La Ceiba wurden die Truppen Dávilas besiegt und Bonilla Präsident.
Offensichtlich lebte Molony anschließend längere Zeit in Honduras. Nach dem Eintritt der USA in den Ersten Weltkrieg 1917 diente Molony erneut in der US-Army, diesmal mit dem Dienstgrad eines Lieutenant Colonel (Oberstleutnant).
1921 übernahm er in New Orleans auf Wunsch des Bürgermeisters Andrew J. McShane, der wie Molony irischer Abstammung war, den Posten des Superintendenten der dortigen Stadtpolizei, dem New Orleans Police Department. Diese Tätigkeit endete 1925. In seinen unveröffentlichten Memoiren erwähnte Molony sie lediglich mit einem Satz:
Was superintendent of Police New Orleans 1921–1925 and not a very good one.
Die Times-Picayune hingegen bezeichnete ihn zum Abschied als den „besten Polizeibeamten der Nation“ („the nation´s best policeman“). Danach war Molony wieder als Unternehmer in Honduras tätig, wo er in San Pedro Sula eine Reismühle betrieb. 1924 war erneut als Söldner tätig, um den dortigen Präsidenten Tiburcio Carías Andino während einer Revolution zu unterstützen.
1934 hielt er sich erneut in New Orleans auf, um den Bürgermeisterkandidaten T. Semmes Walmsley bei der Wahl zu unterstützen, der ein politischer Gegner von Senator Huey Long war. Hierzu bildete Molony eine bewaffnete Truppe in Stärke von rund 100 Mann, die einen fairen Wahlverlauf sichern sollte.
Danach war Molony wieder als Unternehmer in Honduras tätig. 1962 kehrte er in seine Heimatstadt zurück und starb wohlhabend 1972. Der Nachlass Molonys, die Guy Molony Papers, sind in der Louisiana Research Collection, Tulane University, New Orleans, LA archiviert.